# Взаємоблокування (техніка)
Взаємоблокування (англ. interlocking) — метод запобігання небажаних станів у скінченному автоматі, який у загальному сенсі може бути будь-яким електронним, електричним або механічним пристроєм або системою.
Зазвичай блокатор — це пристрій, який виконує функцію запобігання завдання шкоди користувачу або пошкодження системи, у якій він встановлений, через припинення роботи системи в певних ситуаціях. Не варто плутати блокатор зі звичайним перемикачем. Перемикачем обладнані, наприклад, домашні мікрохвильові печі, де перемикач блокує магнетрон, якщо дверцята відчиняють. Блокатором обладнані пральні машини, де блокатор не дає відчинити дверцята під час прання. Блокатори також використовують у промислових середовищах, де вони захищають робітників від пристроїв, таких як роботи, преси і молоти. Блокатори можуть бути як технічно складними (заслони від інфрачервоного випромінювання і фотодетектори), так і складатися з простих перемикачів.